# Île Saint-Lanne Gramont
L'Île Saint-Lanne Gramont è un'isola dell'arcipelago sub-antartico delle isole Kerguelen, appartenente alle Terre australi e antartiche francesi. Si trova nel Golfo Choiseul.

## Descrizione
Posta a nord della penisola della Société de géographie, all'interno del golfo Choiseul, l'isola è separata dalla penisola Loranchet (a ovest) dalla baia Blanche e dalla île Foch dalla baia di Londres (a est). È disposta su un asse nord-sud, per una lunghezza di 13 km, e una larghezza media di 3 km. Il punto più a nord è il capo Cox, e a nord-est il capo Jubié, mentre il punto più meridionale è il capo Bras.
L'isola si prolunga verso la baia della Grande Gueule, con gli scogli Cox, che sono l'affioramento del capo che porta lo stesso nome. 
Il punto più alto dell'isola è un colle, senza nome, che raggiunge i 473 m, mentre il monte Mac Cormick, posto nella parte meridionale dell'isola, si eleva a un solo metro di meno. 